# Triángulo de Fuerza Volumen 1
Triángulo de Fuerza Volumen 1 es el segundo EP de la banda Attaque 77, lanzado en el año 2016 y difundido como un adelanto de Triángulo de Fuerza.

## Contenido
Este EP fue grabado a mediados de 2016, siendo el primer material nuevo de la banda tras Estallar en 2009.

## Canciones
1. Como Salvajes - 03:27
2. A Cielo Abierto - 06:07
3. Última Generación - 04:57
4. Canto Eterno - 05:26

## Miembros
- Mariano Martínez: Voz líder y guitarra.
- Luciano Scaglione: Bajo y coros.
- Leo De Cecco: Batería.